# Zatoka Pohaj
Zatoka Pohaj (chiń. 渤海; pinyin Bó Hăi) – zatoka Morza Żółtego, w jego północno-zachodniej części, u wybrzeża Chin. Uchodzi do niej rzeka Huang He (Rzeka Żółta). Długość ok. 480 km, szerokość 300 km, głębokość do 40 m. Zamarza od listopada do marca.
Cieśnina Pohaj leżąca na wschód od zatoki, pomiędzy półwyspami Liaotung (Liaodong) a Szantung (Shandong), łączy ją z Morzem Żółtym. Półwysep Liaotuński oddziela ją od sąsiedniej Zatoki Zachodniokoreańskiej
Do początku XX wieku Zatoka Pohaj często nazywano Zatoką Jili lub Chihli (chiń.直隸海灣; pinyin: Zhílì Hǎiwān ) lub Zatoką Pechihli lub Pechili (北直隸海灣; Běizhílì Hǎiwān ). Chihli i Pechihli (Północne Chihli) były historycznymi prowincjami na obszarze otaczającym Pekin.
Na obszarze zatoki znajdują się złoża m.in. ropy naftowej. Główne pole w regionie, zwane Shengli, jest eksploatowane od lat 60. XX wieku. Złoża obejmują formacje geologiczne miocenu i pliocenu. W lutym 2024 na polu Bozhong 26-6 odkryto złoże o szacowanej wstępnie objętości 40 mln m³ ropy naftowej w regionie o przypuszczalnym występowaniu łącznie 200 mln m³ tego surowca, co czyni je największym dotychczas rozpoznanym na Ziemi. Złoże występuje w płytkiej wodzie na niewielkiej głębokości pod dnem (~120m), co czyni je dość tanim w przyszłej eksploatacji. Odkrytemu złożu ropy naftowej towarzyszy złoże gazu ziemnego o objętości szacowanej na 11 mld m³. 

## Główne porty[2]
- Port Tiencin (天津港)
- Yingkou (营口港; 營口港)
- Qinhuangdao (秦皇岛; 秦皇島港)
- Port Jingtang (京唐港)
- Port Tangshan (唐山港)
- Port Tangshan Caofeidian (曹妃甸港)
- Port Huanghua (黄骅港; 黃驊港)